# Donja Trešnjica
Donja Trešnjica (izvirno srbsko Доња Трешњица) je naselje v Srbiji, ki upravno spada pod Občino Mali Zvornik; slednja pa je del Mačvanskega upravnega okraja.

## Demografija
V naselju živi 511 polnoletnih prebivalcev, pri čemer je njihova povprečna starost 37,5 let (34,9 pri moških in 40,4 pri ženskah). Naselje ima 216 gospodinjstev, pri čemer je povprečno število članov na gospodinjstvo 3,18.
To naselje je, glede na rezultate popisa iz leta 2002, večinoma srbsko, a v času zadnjih treh popisov je opazno zmanjšanje števila prebivalcev.
|  |

| Demografija | Demografija     | Demografija     |
| Leto        | Št. prebivalcev | Št. prebivalcev |
| ----------- | --------------- | --------------- |
|             |                 |                 |
|             |                 |                 |
|             |                 |                 |
|             |                 |                 |
| 1948        | 886             |                 |
| 1953        | 968             |                 |
| 1961        | 1044            |                 |
| 1971        | 959             |                 |
| 1981        | 749             |                 |
| 1991        | 730             | 720             |
| 2002        | 698             | 688             |
|             |                 |                 |

| Etnična sestava po popisu iz leta 2002 | Etnična sestava po popisu iz leta 2002 | Etnična sestava po popisu iz leta 2002 | Etnična sestava po popisu iz leta 2002 | Etnična sestava po popisu iz leta 2002 |
| -------------------------------------- | -------------------------------------- | -------------------------------------- | -------------------------------------- | -------------------------------------- |
| Srbi                                   | Srbi                                   |                                        | 682                                    | 99,12%                                 |
| Hrvati                                 | Hrvati                                 |                                        | 1                                      | 0,14%                                  |
| Jugoslovani                            | Jugoslovani                            |                                        | 1                                      | 0,14%                                  |
| Neznano                                | Neznano                                |                                        | 3                                      | 0,43%                                  |